# Campeonato Mundial de Atletismo Sub-20 de 2018 - 5000 m feminino
A prova dos 5000 metros feminino do Campeonato Mundial de Atletismo Sub-20 de 2018 ocorreu no dia 10 de julho no Estádio de Tampere  em Tampere, na Finlândia. 

## Recordes
Antes desta competição, os recordes mundiais e do campeonato nesta prova eram os seguintes:
|     | Nome            | Nacionalidade | Tempo    | Local   | Data                |
| --- | --------------- | ------------- | -------- | ------- | ------------------- |
| WJR | Tirunesh Dibaba | Etiópia       | 14:30.88 | Bergen  | 11 de junho de 2004 |
| CR  | Genzebe Dibaba  | Etiópia       | 15:08.06 | Moncton | 21 de julho de 2010 |
| WJL | Meskerem Mamo   | Etiópia       | 15:05.21 | Tubinga | 16 de junho de 2018 |

## Medalhistas
| Ouro                  | Prata               | Bronze                    |
| Beatrice Chebet (KEN) | Ejgayehu Taye (KEN) | Girmawit Gebrzihair (ETH) |

## Cronograma
Todos os horários são locais (UTC+2).
| Data        | Hora  | Evento |
| ----------- | ----- | ------ |
| 10 de julho | 17:40 | Final  |

## Resultado final
A prova foi realizada no dia 10 de julho às 17:40. 
| Posição           | Atleta                   | Nacionalidade  | Tempo    | Notas           |
| ----------------- | ------------------------ | -------------- | -------- | --------------- |
| Medalha de ouro   | Beatrice Chebet          | Quénia         | 15:30.77 | Recorde pessoal |
| Medalha de prata  | Ejgayehu Taye            | Etiópia        | 15:30.87 | Recorde pessoal |
| Medalha de bronze | Girmawit Gebrzihair      | Etiópia        | 15:34.01 | Recorde pessoal |
| 4                 | Sarah Chelangat          | Uganda         | 15:43.01 |                 |
| 5                 | Hellen Ekarare Lobun     | Quénia         | 15:45.07 |                 |
| 6                 | Dolshi Tesfu             | Eritreia       | 15:52.84 | Recorde pessoal |
| 7                 | Tomomi Musembi Takamatsu | Japão          | 15:55.74 |                 |
| 8                 | Cailie Logue             | Estados Unidos | 15:56.00 | Recorde pessoal |
| 9                 | Emily Venters            | Estados Unidos | 15:59.05 |                 |
| 10                | Zhao Yanli               | China          | 16:17.64 | Recorde pessoal |
| 11                | Marie-Lyssa LaFontaine   | Canadá         | 16:36.43 |                 |
| 12                | Bohdana Semyonova        | Ucrânia        | 16:45.45 |                 |
| 13                | Clio Ozanne-Jaques       | Austrália      | 16:46.75 |                 |
| 14                | Miku Moribayashi         | Japão          | 17:08.55 |                 |

Legenda
| Recorde mundial       | Recorde mundial (World record)               |                       | Recorde africano                      | Recorde africano (African) |                                           | Q | Classificado por posição (Qualified) |
| Recorde do campeonato | Recorde do campeonato (Championship record)  | Recorde da América    | Recorde da América (Americas)         | q                          | Classificado por melhor tempo (Qualified) |   |                                      |
| Melhor marca do ano   | Melhor marca do ano (World leading)          | Recorde asiático      | Recorde asiático (Asian)              | DNS                        | Não largou (Did not start)                |   |                                      |
| Recorde nacional      | Recorde nacional (National record)           | Recorde europeu       | Recorde europeu (European)            | DNF                        | Não terminou (Did not finish)             |   |                                      |
| Recorde pessoal       | Recorde pessoal do atleta (Personal best)    | Recorde da Oceania    | Recorde da Oceania (Oceania)          | DSQ / DQ                   | Desclassificado (Disqualified)            |   |                                      |
| Recorde da temporada  | Recorde da temporada do atleta (Season best) | Recorde sul-americano | Recorde sul-americano (South America) | NM                         | Sem marca (No mark)                       |   |                                      |